# Artur Kluczny
Artur Krzysztof Kluczny (ur. 11 grudnia 1963) – polski urzędnik państwowy i samorządowy, menedżer, w latach 2007–2009 zastępca przewodniczącego Komisji Nadzoru Finansowego.

## Życiorys
W 1993 został absolwentem filologii germańskiej na Uniwersytecie Jagiellońskim, w 1998 – VI promocji Pro Republica Emendanda w Krajowej Szkole Administracji Publicznej. Kształcił się podyplomowo w zakresie bankowości w Szkole Głównej Handlowej (1999) oraz ekonomii i finansów w National Graduate Institute for Policy Studies w Tokio (poziom MA, 2003). W 2006 ukończył studia doktoranckie w Kolegium Zarządzania Szkoły Głównej Handlowej, przygotowując (nieobronioną) pracę dotyczącą ładu korporacyjnego. Od 1998 do 2000 odpowiadał za nadzór właścicielski w Ministerstwie Skarbu Państwa, następnie do 2002 był zastępcą dyrektora departamentu w Kancelarii Prezesa Rady Ministrów za rządów Jerzego Buzka. Później od 2004 do 2005 szefował wydziałowi prywatyzacji w Urzędzie Miasta Stołecznego Warszawy oraz do 2007 kierował sekretariatem w ramach Kancelarii Premiera Jarosława Kaczyńskiego. Zasiadał również w radach nadzorczych spółek Skarbu Państwa (uprawnienia od 1998) oraz kierował Stowarzyszeniem Absolwentów KSAP (2001–2002). Był jednym z proponowanych świadków przed komisją śledczą ds. afery hazardowej (do przesłuchania nie doszło).
1 października 2007 został powołany przez premiera Jarosława Kaczyńskiego na stanowisko zastępcy przewodniczącego Komisji Nadzoru Finansowego, odpowiedzialnego za rynek finansowy i politykę międzysektorową. Z ramienia KNF zasiadał w Komitecie Europejskich Regulatorów Rynku Papierów Wartościowych. Odwołany z funkcji wiceprzewodniczącego w maju 2009, powrócił do pracy w Kancelarii Premiera. W kolejnych latach zasiadał w radach nadzorczych i zarządach różnych spółek, związał się także z Polskim Instytutem Dyrektorów.
W latach 2017–2019 członek rady nadzorczej PKO Banku Hipotecznego.